# Europamästerskapen i fälttävlan 1981
Europamästerskapen i fälttävlan 1981 arrangerades i Horsens, Danmark. Tävlingen var den 15:e upplagan av europamästerskapen i fälttävlan.

## Resultat
| Placering | Ryttare           | Häst      | Land |
| --------- | ----------------- | --------- | ---- |
| 1         | Hansueli Schmutz  | Oran      | SUI  |
| 2         | Helmut Rethemeier | Santiago  | FRG  |
| 3         | Brian McSweeney   | Inis Mean | IRL  |
| 4         | Jan Jönsson       | Lyrik     | SWE  |
| 21        | Jonas Hugosson    | Zanthos   | SWE  |

| Placering | Land           |
| --------- | -------------- |
| 1         | Storbritannien |
| 2         | Schweiz        |
| 3         | Polen          |